# Campeonato Gaúcho de Futebol de 1967 - Série A
O Campeonato Gaúcho de Futebol de 1967, foi a 47ª edição da competição no Estado do Rio Grande do Sul. As doze equipes jogaram entre si em turno e returno para definir o título. A competição teve seu início em 9 de julho e seu término em 17 de dezembro de 1967. O campeão deste ano foi o Grêmio.

## Regulamento
As doze equipes se enfrentam em turno e returno. O clube com mais pontos é declarado o campeão e representa o Rio Grande do Sul na Taça Brasil 1968. O último colocado é rebaixado.

## Participantes
| Porto Alegre: Grêmio Internacional Caxias do Sul: Juventude Pelotas: Brasil de Pelotas Farroupilha Pelotas São Leopoldo: Aimoré Novo Hamburgo: Floriano Rio Grande: Rio Grande Riograndense Bagé: Guarany de Bagé Passo Fundo: GaúchoLocalização da sede dos clubes no estado. |

## Confrontos
|                   | AIM | BRA | FAR | FLO | GAU | GRE | GUA | INT | JUV | PEL | RIO | RGS | %  |
| ----------------- | --- | --- | --- | --- | --- | --- | --- | --- | --- | --- | --- | --- | -- |
| %                 | 5   | 18  | 41  | 18  | 23  | 77  | 23  | 64  | 23  | 18  | 14  | 27  | —  |
| Aimoré            | —   | 2-0 | 4-0 | 1-1 | 1-1 | 0-1 | 2-0 | 1-2 | 1-1 | 2-0 | 2-1 | 1-1 | 64 |
| Brasil de Pelotas | 2-1 | —   | 2-1 | 1-0 | 1-2 | 1-1 | 3-1 | 0-0 | 0-0 | 2-0 | 1-1 | 3-0 | 73 |
| Farroupilha       | 2-0 | 1-0 | —   | 1-0 | 1-0 | 1-1 | 1-1 | 1-1 | 2-1 | 3-0 | 2-0 | 1-0 | 86 |
| Floriano          | 4-1 | 0-1 | 0-3 | —   | 1-2 | 0-2 | 3-1 | —   | 1-1 | 1-0 | 3-1 | 1-2 | 41 |
| Gaúcho            | 2-1 | 2-1 | 1-1 | 1-0 | —   | 0-2 | 1-1 | 0-2 | 2-0 | 2-0 | 1-0 | 2-0 | 73 |
| Grêmio            | 1-0 | 2-2 | 3-0 | 2-1 | 1-0 | —   | 2-1 | 0-1 | 5-2 | 4-0 | 3-0 | 3-0 | 86 |
| Guarany de Bagé   | 2-1 | 2-1 | 0-0 | 4-3 | 2-0 | 0-1 | —   | 1-0 | 1-1 | 0-0 | 5-0 | 0-1 | 68 |
| Internacional     | 1-1 | 2-1 | 0-0 | 0-1 | 4-1 | 1-0 | 0-0 | —   | 3-1 | 2-0 | 1-0 | 2-0 | 77 |
| Juventude         | 2-0 | 1-0 | 1-0 | 3-0 | 2-1 | 0-3 | 2-2 | 0-2 | —   | 1-2 | 3-1 | 5-0 | 68 |
| Pelotas           | 2-1 | 0-0 | 1-2 | 3-2 | 1-0 | 1-1 | 1-1 | 1-1 | 2-0 | —   | 0-0 | 2-1 | 68 |
| Rio Grande        | 3-2 | 2-0 | 1-0 | 2-2 | 2-0 | 0-2 | 4-2 | 0-1 | 1-0 | 0-0 | —   | 1-1 | 68 |
| Riograndense      | 2-1 | 2-1 | 1-3 | 2-0 | 4-2 | 0-2 | 1-2 | 0-0 | 0-0 | 3-1 | 2-2 | —   | 59 |

     Vitória do mandante
     Vitória do visitante
     Empate